# Stade Louis-Michel
 (mars 2025).
Si vous disposez d'ouvrages ou d'articles de référence ou si vous connaissez des sites web de qualité traitant du thème abordé ici, merci de compléter l'article en donnant les références utiles à sa vérifiabilité et en les liant à la section « Notes et références ».
Le stade Louis-Michel est un stade de football situé à Sète en France.
Cette enceinte est inaugurée en 1986 afin de remplacer le vénérable stade Georges-Bayrou. Il est doté à l'origine d'une seule petite tribune de 1 200 places assises. La maquette du stade prévoyait une enceinte de 15000 places, mais n' a jamais été réalisée en raison de la descente du club. En 2005, les bonnes performances du club local permettent l'extension du stade avec la mise en place d'un praticable de 4 572 places debout.
Le stade Louis-Michel a été inauguré le 13 septembre 1986 lors de la rencontre de championnat de France de Deuxième Division entre le FC Sète et l' Olympique Lyonnais (0 à 0). Il s'agit de l'enceinte qui accueille les matchs du SC Sète. Le nom du stade a été donné en hommage à Louis Michel, président du FC Sète de 1952 à 1962, date à laquelle il décéda tragiquement au cours du match de coupe de France entre Sète et Saint Étienne.
Ce nouveau stade de 1 200 places assises est perçu sur l'Île Singulière comme une véritable révolution pour un club qui évoluait depuis les années 1920 au sein du stade Georges Bayrou, anciennement appelé Stade des Métairies où le FC Sète avait marqué l'histoire du football français en remportant notamment ses deux titres de champions de France dans les années 1930. Malheureusement, le stade ne répondant plus aux normes de la Fédération française de football, la rénovation aurait coûté bien trop cher.
La saison 2004/2005 achevée, le FC Sète terminait à la troisième place du National et gagnait son ticket pour la Ligue 2. L'agrandissement du stade est alors obligatoire pour que le FC Sète réponde aux exigences de sécurité qu’imposait une telle montée. C'est alors qu'est née la tribune Honneur, tribune semi-provisoire capable d’accueillir 4 753 personnes. Elle est placée en face de la tribune présidentielle. La capacité du stade Louis Michel est alors portée à 8 705 places.
Le FC Sète est alors, au terme d'une saison catastrophique est relégué en National. Le projet d'installer une tribune en béton derrière chaque but est temporairement mis de côté, faute de moyens financiers, ce qui aurait pu permettre au stade Louis Michel d'accueillir près de 12 000 spectateurs dans un stade fermé.
Le stade est doté de trois tribunes : présidentielle (1 200 places), honneur (4 500 places), visiteur (600 places), mais également de deux virages sans places assises gauches et droits de 1 200 places chacun.